# Mnioes bores
Mnioes bores là một loài tò vò trong họ Ichneumonidae.